# Slow Dazzle
Slow Dazzle je páté sólové studiové album velšského hudebníka a skladatele Johna Calea. Vydáno bylo v březnu 1975 jako jeho druhé řadové album publikované vydavatelstvím Island Records. Obsahuje celkem deset písní, z nichž devět napsal Cale a jedna je coververzí písně amerického zpěváka Elvise Presleyho. Na albu hráli tři členové skupiny Roxy Music – Brian Eno, Phil Manzanera a Andy Mackay. V základní sestavě figurovali kytarista Chris Spedding, baskytarista Pat Donaldson a bubeník Timi Donald. Na desku rovněž přispěl Geoff Muldaur, jenž zpívá doprovodné vokály ve skladbách „Guts“ a „Darling I Need You“. Ve stejném roce Cale hrál na violu ve skladbě „Higher and Higher“ z jeho sólové desky Is Having a Wonderful Time. Samotný Cale hrál na desce Slow Dazzle na různé klávesové nástroje a je producentem alba a aranžérem písní.

## Před vydáním

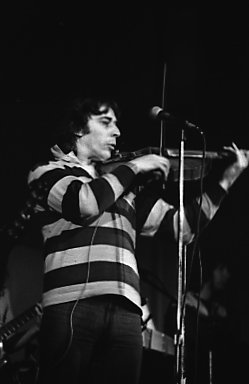
John Cale (1977)

V rámci propagace předchozího alba Fear (1974) vyšla deska Hear Fear, která obsahovala rozhovor s Calem, v němž řekl, že na své další album nahraje coververze různých starších skladeb. Měly to být, vedle jiných: „Jerusalem“, „Eight Miles High“ (The Byrds), „I Can See for Miles“ (The Who) a „God Only Knows“ (The Beach Boys). Tento plán nakonec zkrachoval a jedinou nahranou, avšak nikdy nevydanou písní z uvedených byla „God Only Knows“ ve stylu reggae, kterou Cale nahrál za doprovodu sboru z londýnské katedrály svatého Pavla.
Ještě předtím, než bylo album Slow Dazzle nahráno, Cale oznámil, že na něm budou například písně „Heat the Heat“, „Bugger“ (později přejmenováno na „Guts“), „The Queen of Tarts Laughs Last“, „It's the Man That Smells the Burning Calls the Law“, „There's the Honey of the Moon Out Tonight“, „Television, Television, TV“ a „The Jeweller“. Většina z nich se však na finální verzi vůbec neobjevila, protože Cale složil nové písně přímo ve studiu při nahrávání alba. Album bylo nahráno během prosince 1974 ve studiu Sound Techniques v Londýně.

## Vydání
Albu Slow Dazzle předcházelo uvedení propagačního singlu pro rozhlasové stanice „Dirty Ass Rock 'n' Roll“ s „Heartbreak Hotel“ na straně B. Album bylo poprvé vydáno 25. března 1975, šest měsíců od vydání předchozího alba, společností Island Records. Na přední straně jeho obalu je fotografie Johna Calea v černé kožené bundě s brýlemi. V pravém horním rohu je velkými písmeny červeně napsáno jeho jméno a pod ním zeleně název alba. Na zadní straně obalu, kde jsou uvedeni hudebníci a seznam skladeb, Cale sedí, levou rukou si podpírá hlavu a v pravé drží srdce. Autorem fotografií je Keith Morris, který s Calem spolupracoval i na obalech alb Fear (1974) a Helen of Troy (1975). Vedoucím producentem alba byl zvukař John Wood. Výjimkou je píseň „Heartbreak Hotel“, kde tuto funkci zastával A. Secunda. Toto je přisuzováno Caleovu tehdy častému spolupracovníkovi Tonymu Secundovi. Ten však řekl, že osoba uvedená jako „A. Secunda“ nebyl on, ale jeho bratranec.
V roce 1996 vyšlo album na kompaktním disku jako součást box setu The Island Years, který obsahuje i jeho další dvě alba vydaná tímto vydavatelstvím; Fear a Helen of Troy. V roce 2008 bylo album uvedeno na trh v reedici na dlouhohrající gramofonové desce u vydavatelství Vinyl Lovers doplněné o bonusové skladby „Sylvia Said“ a „You & Me“. V lednu 2013 vydala v USA desku v limitované reedici společnost Culture Factory. Několik skladeb z tohoto alba, konkrétně „Guts“, „Dirty-Ass Rock 'N' Roll“ a „Heartbreak Hotel“, vyšlo v roce 1977 na kompilaci Guts. Všechny tři skladby a ještě „The Jeweller“ vyšly rovněž na další kompilaci Seducing Down the Door: A Collection 1970–1990 v roce 1994. Písně „Mr. Wilson“ a „Heartbreak Hotel“ jsou součástí výběru Close Watch: An Introduction to John Cale (1999).

## Skladby
V úvodní skladbě „Mr. Wilson“ vzdal John Cale hold Brianu Wilsonovi ze skupiny The Beach Boys. V textu například stojí, že Caleův rodný Wales není v žádném případě jako Kalifornie, odkud pochází Wilson. Coververzi této písně nahrála v roce 2008 skupina Pontiak a vydala ji na společném EP se skupinou Arbouretum nazvaném Kale. Skladba „Taking It All Away“ (anglicky vezměte to všechno pryč) byla na pozdějších vydáních alba na CD uvedena chybně jako „Talking It All Away“ (anglicky mluvit to všechno pryč). Píseň „Dirty-Ass Rock 'N' Roll“, v jejímž textu je zmíněn Sigmund Freud, zahajuje hra na klavír, která ji provází po celou její délku. Stejně jako „Taking It All Away“ se čtvrtá píseň „Darling I Need You“ nese v pomalém tempu. Na saxofon v písni hraje Andy Mackay, ale mezi hudebníky na zadním obalu alba nebyl uveden. Svou verzi písně „Darling I Need You“ nahrála zpěvačka Genya Ravan pro své album Urban Desire z roku 1978. Následuje čtyřminutová „Rollaroll“, v níž místa bez zpěvu zaujímají krátká sóla na elektrickou kytaru. Jde o jednu z řady Caleových písní, ve kterých křičí.

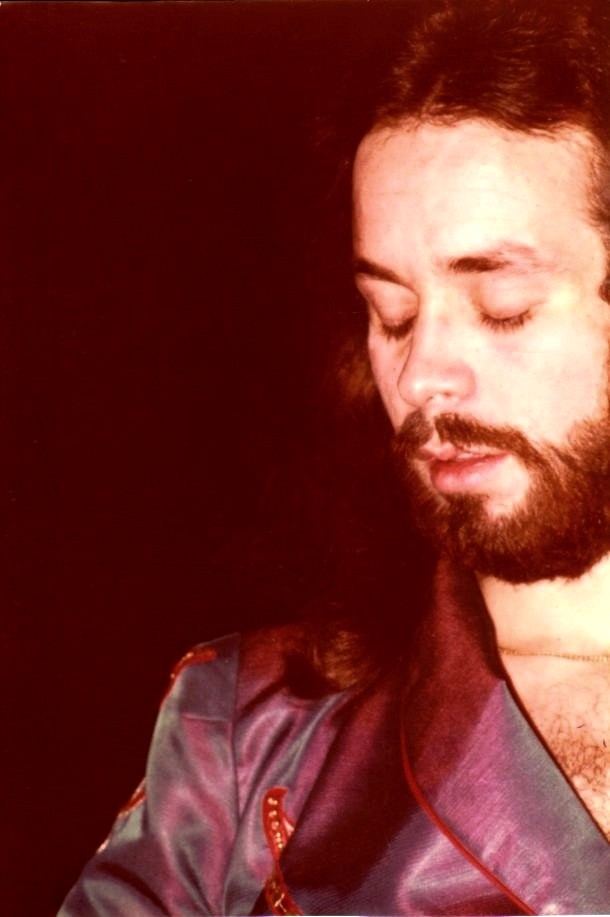
Phil Manzanera (1973)

První místo na druhé straně původní gramofonové desky zaujímá coververze skladby „Heartbreak Hotel“ od Elvise Presleyho z roku 1956. Od původní verze je ta od Calea téměř k nepoznání. Jde o jedinou skladbu z alba, ve které hraje na kytaru Phil Manzanera. Cale ji hrál již při koncertu, z něhož vzešlo album June 1, 1974. Následuje nejkratší píseň z alba nazvaná „Ski Patrol“. Její coververzi vydala skupina Spare Change na svém albu Lonely Suits z roku 1979. Hned po „Ski Patrol“ následuje balada „I'm Not the Loving Kind“, kterou v roce 1981 přenahrála skupina The Teardrop Explodes a v roce 2013 pak zpěvák Mark Lanegan. Skladba „Guts“ pojednává o Kevinu Ayersovi, který se jeden den před koncertem, při kterém vzniklo jejich společné album June 1, 1974, vyspal s tehdejší Caleovou manželkou Cindy Wells, a právě proto na Ayerse Cale v textu naráží. Píseň začíná slovy „The bugger in the short sleeves fucked my wife“ (anglicky Prevít s krátkými rukávy šukal s mou ženou). Cale od osmdesátých let píseň zpíval se slovem „his“ místo „my“ (tedy „jeho“). Podle stejné písně bylo pojmenováno kompilační album vydané v roce 1977. V závěrečné skladbě „The Jeweller“, stejně jako v „The Gift“ skupiny The Velvet Underground, Cale nezpívá, ale spíše vypráví. Na syntezátory zde hraje Eno a jde o jedinou píseň z alba, kde hraje, neboť byl v době nahrávání zaneprázdněný jinými projekty. Tony Secunda píseň označil za svou nejoblíbenější z celé desky, a to jen kvůli výrazům, které viděl v obličejích lidí ze společnosti Island Records, když ji slyšeli.
Během vzniku alba bylo nahráno ještě několik dalších skladeb, které na něm nakonec nevyšly. Jde o písně „All I Want Is You“, „Bamboo Floor“ a coververze „Willow Weep for Me“ od Ann Ronell. První dvě písně později vyšly na kompilaci The Island Years, třetí nevyšla nikdy.

## Podpora alba
Prvního května 1975 Cale v doprovodu Chrise Speddinga (kytara), Chrise Thomase (klávesy), Pata Donaldsona (baskytara) a Tima Donalda (bicí) vystoupil v pořadu Johna Peela pro BBC. Z nového alba zde představil skladby „Taking It All Away“ a „Darling I Need You“. Cale v rámci propagace alba odehrál své vůbec první koncertní turné. Turné, které trvalo přibližně měsíc, se odehrávalo pouze v Evropě. Několik skladeb Cale hrál při svých koncertech i v následujících desetiletích. Jde převážně o písně „Dirty-Ass Rock 'N' Roll“, „Heartbreak Hotel“ a „Guts“.

## Kritika a ohlas
Publicista Ned Raggett, který album ocenil čtyřmi a půl z pěti možných hvězdiček, svou recenzi pro server Allmusic uzavřel slovy „Caleův hlas zní opět úžasně, je perfektně vyvážený mezi drsností a vyškoleným ovládáním, zatímco jeho klavírní schopnosti podobně nachází spojení mezi jednoduchými melodiemi a technickou dovedností.“ Novinář Robert Christgau řekl, že Cale na albu „integruje svůj nezpěvný hlas do plnohodnothého rockového stylu“ a dodal, že „ten člověk skutečně umí křičet.“ Magazín Trouser Press desku označil za „Umírněnější, ale neméně strhující než Fear.“
Velšský hudebník James Dean Bradfield, frontman skupiny Manic Street Preachers, album zařadil mezi svá nejoblíbenější. Podle alba se pojmenovalo americké duo Slow Dazzle. Skupina Ski Patrol si svůj název zvolila podle písně z této desky.

## Seznam skladeb
Na původním vydání na LP desce bylo prvních pět skladeb na první straně a zbylé na druhé.
| Pořadí         | Název                   | Autor                                        | Délka |
| -------------- | ----------------------- | -------------------------------------------- | ----- |
| 1.             | Mr. Wilson              | John Cale                                    | 3:17  |
| 2.             | Taking It All Away      | Cale                                         | 2:59  |
| 3.             | Dirty-Ass Rock 'N' Roll | Cale                                         | 4:44  |
| 4.             | Darling I Need You      | Cale                                         | 3:38  |
| 5.             | Rollaroll               | Cale                                         | 3:59  |
| 6.             | Heartbreak Hotel        | Mae Boren Axton, Tommy Durden, Elvis Presley | 3:14  |
| 7.             | Ski Patrol              | Cale                                         | 2:12  |
| 8.             | I'm Not the Loving Kind | Cale                                         | 3:12  |
| 9.             | Guts                    | Cale                                         | 3:27  |
| 10.            | The Jeweller            | Cale                                         | 5:07  |
| Celková délka: | Celková délka:          | Celková délka:                               | 35:49 |

## Obsazení
Hudebníci

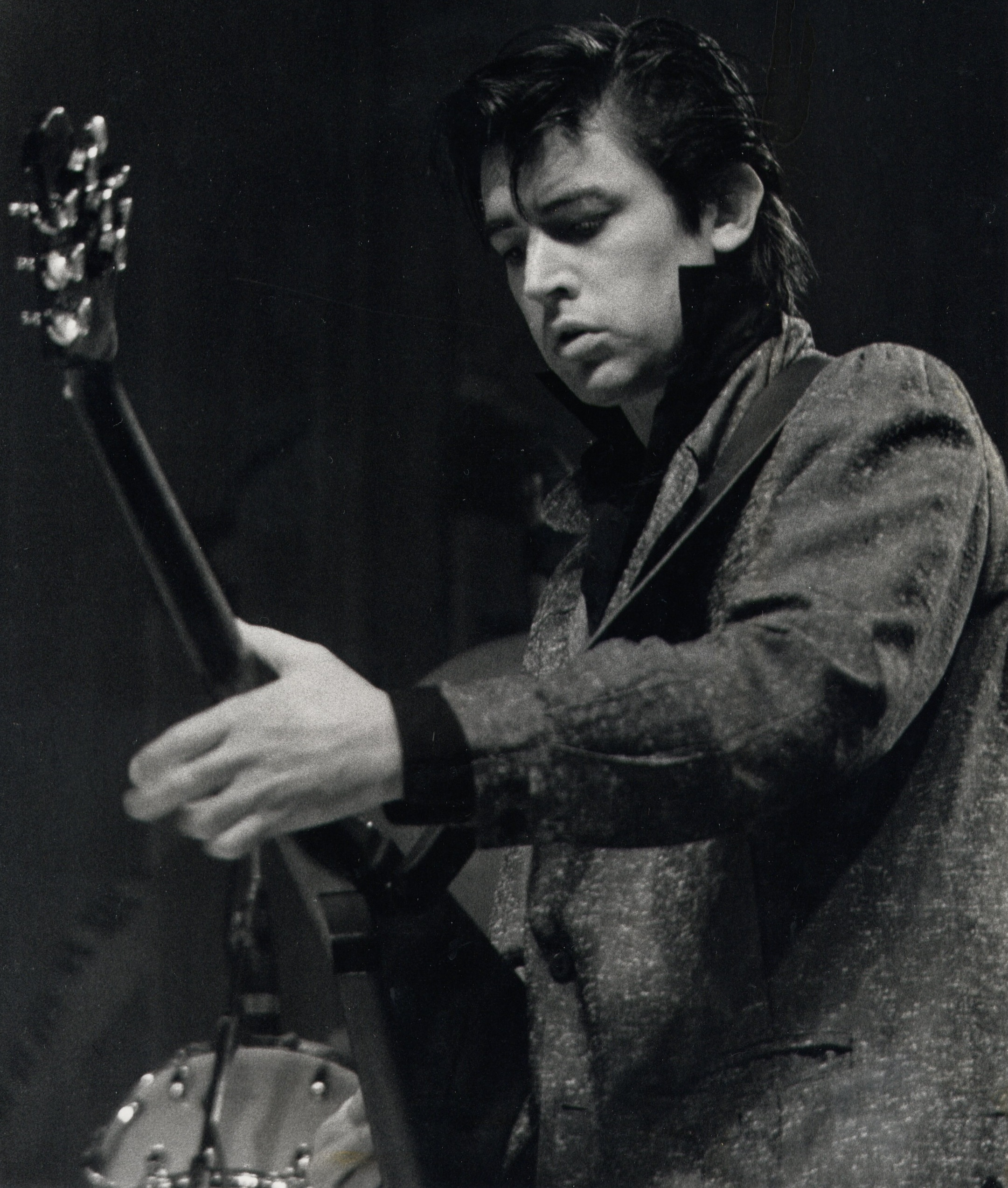
Chris Spedding (1979)

- John Cale – klavír, varhany, clavinet, zpěv
- Chris Spedding – kytara
- Pat Donaldson – baskytara
- Timi Donald – bicí
- Gerry Conway – bicí
- Brian Eno – syntezátor v „The Jeweller“
- Phil Manzanera – kytara v „Heartbreak Hotel“
- Geoff Muldaur – doprovodné vokály v „Guts“ a „Darling I Need You“[28]
- Andy Mackay – saxofon v „Darling I Need You“[1]
- Chris Thomas – housle, elektrické piano

Technická podpora
- John Cale – producent
- John Wood – vedoucí producent, zvukový inženýr
- A. Secunda – vedoucí producent skladby „Heartbreak Hotel“
- Vic Gamm – zvukový inženýr
- Keith Morris – fotografie na obalu
- Michael Wade – design obalu